# Mercat de Sant Andreu
El Mercat de Sant Andreu és un edifici situat a la plaça del Mercadal del barri del mateix nom de Barcelona.

## Història
Inicialment, el mercat de Sant Andreu de Palomar es feia a la plaça de l'església parroquial, just al davant de la plaça de la vila, però l’Ajuntament va decidir desplaçar-lo a un nou emplaçament. Així, el 1849 va encarregar a l’arquitecte barceloní Josep Mas i Vila del projecte d'una plaça porxada als terrenys de l’Hort d’en Boladeras, i els de la famílies Batista i Vintró. Al centre de la plaça es van plantar arbres i es van marcar amb maons els espais per a les parades de volateria viva, conills, fruites, verdures i hortalisses a l'engròs. Al voltant, sota les arcades, s’hi van situar més parades de verdura. Aquest nou mercat abastia no només la població de Sant Andreu de Palomar, sinó que també s'hi venien els excedents agraris dels camps del terme municipal. Alhora, va comportar la construcció de noves vies de comunicació nord-sud i est-oest. D'altra banda, l'espai va acollir altres usos i, així, consta que a finals del segle xix s'hi feren curses de bous.
El 1866 es va construir un local cobert, entre la plaça i el carrer de Rubén Darío, per a col·locar-hi les carnisseries i peixateries i el 1894, en resposta a les queixes dels venedors i veïns per la manca de salubritat de mantenir els dos negocis junts, l’Ajuntament va aprovar un projecte per a unes noves peixateries, fet per l’arquitecte municipal Josep Domènec i Estapà. El projecte preveia una pèrgola de planta octogonal que s’havia de construir al centre de la plaça poexada, amb les taules de venda situades en dos cercles concèntrics al voltant d’un espai per al vigilant i el control dels pesos i mesures. El projecte de les noves peixateries es va anar ajornant i l'annexió de Sant Andreu de Palomar a Barcelona el 1897, i raons econòmiques, van fer que mai es dugués a terme.
Amb l'agregació de la vila a Barcelona, els botiguers i veïns van demanar noavment la construcció d'una coberta a l'espai central per protegir les parades i els clients de les inclemències meteorològiques i l'any 1903, l'Ajuntament de Barcelona va fer un concurs públic per a fer una coberta metàl·lica. Va guanyar l'única proposta presentada, la del constructor de Sarrià Jacint Boada i Batllori, i es va escollir el projecte del mestre d'obres Joan Casadó Tisans. Les obres es van iniciar el 1905 i l'any següent es va inaugurar la nova coberta, distribuint les parades per sorteig.
El 1914, l'Ajuntament de Barcelona va aprovar el pagament de la reforma de la coberta metàl·lica, que es va tancar amb murs, i l’any següent un projecte de reforma i ampliació amb una altra coberta perimetral més baixa. Dos anys més tard, el 1917, es va fer el repartiment d’una quarantena de parades.
L'oferta comercial incloïa parades d'aviram, caça i ous, cansaladeria i embotits, carnisseria i menuts, fruita i verdura, peix fresc i marisc, pesca salada i conserves, llegums i cereals, dietètica, forn de pa i bars.

### Remodelació

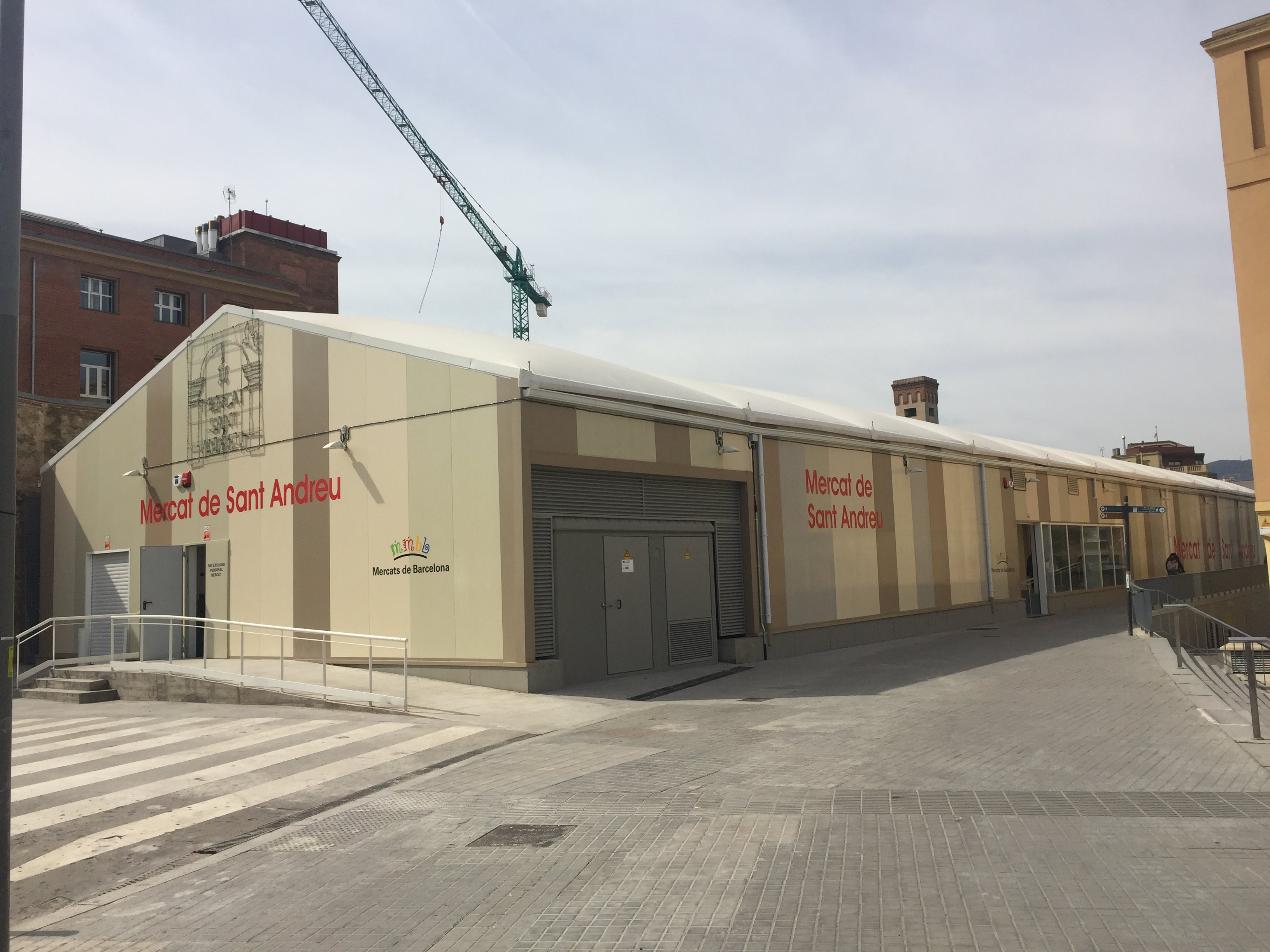
Carpa provisional al carrer de Sant Adrià

A finals de setembre del 2019 es van iniciar les obres de remodelació del Mercat de Sant Andreu enderrocant l'edifici del centre de la plaça i buidant la galeria comercial. Els paradistes van ser traslladats a un envelat provisional al carrer de Sant Adrià.
El projecte preveia la construcció d'una estructura exterior transparent de vidre, per tal d'afavorir la connexió entre l'interior i l'exterior i que les parades fossin visibles des de fora. Valorades en 9,5 milions d'euros, les obres incloïen també construir una planta soterrada com a espai logístic, millorar l'accessibilitat de l'equipament, rehabilitar els espais no alimentaris i dotar el mercat d'espais d'administració i d'una sala d'actes. El nou mercat va ser dissenyat per Blanca Noguera Pujol-Xicoy, arquitecta de la Direcció de Serveis Públics (AMB) i, finalment, compta amb quinze parades d’aliments i productes frescos i un bar a l’edifici central, i set parades no alimentàries a l’edifici annex.
El nou edifici principal consta de planta baixa i soterrani. A la planta principal s'hi ubiquen les parades alimentaries i el servei d'atenció al públic. Al soterrani hi ha els espais de logística del mercat destinats a magatzems i cambres frigorífiques i un habitacle d’escombraries. Malgrat que l'estructura original del mercat es va enderrocar completament, s'han preservat les columnes de forja ubicades als extrems est i oest de la façana.
El segon edifici, el local de vendes, compta amb la galeria comercial i l’administració del mercat i equipaments. Està situat sota els porxos de la plaça del Mercadal. L'administració del mercat i els equipaments (aula de cuina, sala polivalent i sales de reunions) es troben en dues noves plantes aixecades a la part interior de la plaça que omplen el buit en la línia de façanes que deixava la galeria original.
La inauguració de les noves instal·lacions es va fer dijous 15 de setembre de 2022, després de diversos endarreriments, ja que la previsió inicial era acabar les obres a finals de 2020.

## Descripció
Consta d'un edifici principal al centre de la plaça, on s'hi troben les parades alimentàries, i d'un annex amb accés per la plaça i pel carrer de Rubén Dario, on s'hi ubiquen les botigues de roba, teixits, i altres.